# Galeruca regularis
Galeruca regularis là một loài bọ cánh cứng trong họ Chrysomelidae. Loài này được Beenen & Yang miêu tả khoa học năm 2007.